# Ralph Yarborough
Pour les articles homonymes, voir Yarborough.
Ralph Webster Yarborough, né le 8 juin 1903 à Chandler (Texas) et mort le 27 janvier 1996 à Austin (Texas), est un avocat et homme politique américain membre du Parti démocrate.

## Biographie
Ralph Yarborough est sénateur des États-Unis de 1957 à 1971, pour l'État du Texas. Partisan progressiste de la Great Society, une série de lois sur la sécurité sociale — Medicare et Medicaid —, il fut le seul sénateur du sud des États-Unis à voter en faveur du Civil Rights Act de 1964 et du Voting Rights Act de 1965.
En 2016, il est interprété par Bill Pullman dans le film L. B. Johnson, après Kennedy de Rob Reiner.